# Droga wojewódzka nr 608
Droga wojewódzka nr 608 (DW608) – droga wojewódzka o długości 4 km, łącząca DW607 w Ryjewie z DK55, a dalej do Klecewka.  
Droga w całości biegnie na terenie powiatu kwidzyńskiego.

## Miejscowości leżące przy trasie DW608
- Ryjewo (DW607)
- Klecewko